# 赫拉博韦
赫拉博韋（羅馬化：Hrabove）是乌克兰东部顿涅茨克州霍尔利夫卡区奇斯佳科韦市鎮内的一个村庄。根据2001年乌克兰人口普查，村莊人口为1,000人。該村作爲马来西亚航空17号航班的坠毁地点而闻名。
赫拉博韋位于米烏斯河畔，村莊附近設有一個同名水庫。村莊位於奇斯佳科韦北方约10公里处，坐落於頓涅茨克和盧漢斯克兩州的边界上。

## 歷史
村庄建于15世纪晚期，位于米乌斯河左岸；于1787年重新定位到现位置。
村内共有兩座教堂，分別是一座石头教堂和一座圣三一教堂，它們建于1803年。在1903年进行了大规模重建，當年重建后的教堂建築一直保存到今天。
1917年，俄罗斯帝国滅亡，赫拉博韋成为乌克兰人民共和国的一部分。
1918年2月，村莊被无政府主义革命家内斯托尔·马赫诺领导的马赫诺运动控制。在乌苏战争后，赫拉博韦成为乌克兰苏维埃社会主义共和国的一部分。
二战期间，该地区於巴巴罗萨行动中被纳粹德国占领。其後蘇聯在1943年8月的顿巴斯攻势中奪回村莊。
2014年，顿巴斯战争爆发，赫拉博韋落入俄羅斯傀儡顿涅茨克人民共和国的控制之下。
2022年2月，俄羅斯入侵乌克兰，並在同年9月单方面吞并了烏克蘭四州，當中包括赫拉博韋所在的頓涅茨克州。在乌克兰法律中，赫拉博韋連同其他附属地区仍然是“乌克兰临时被占領土”的一部分。

### 马航17号班机被击落事件
2014年7月17日，俄军第53防空导弹旅的一辆9K37山毛榉导弹发射车非法偷越邊境进入乌克兰境内并发射导弹击落了从荷兰阿姆斯特丹飞往马来西亚吉隆玻的民航机，机上283名乘客和15名机组成员悉数罹难，飛機原先在空中解體，而大部分残骸落在該村莊一帶。2022年11月，包括俄国特工伊戈爾·斯特列爾科夫在内的四名战犯被荷兰法庭定罪并缺席判处终身监禁。

## 政治和民族认同
自2010年以来，村委会主席一直是沃洛迪米爾·貝雷日内（Володимир Бережний，羅馬化：Volodymyr Berezhnyi；1955年—）。
据2001年的人口普查，該村人口为1,000人，人口中77.5%表示自己的母語為烏克蘭語，22%為俄語，剩餘的少數為白俄罗斯語使用者。住在村里的大多数人都认为自己是乌克兰人。